# 奥什 (默兹省)
奥什（法語：Osches，法語發音：[ɔʃ]）是法国默兹省的一个市镇，属于凡尔登区。

## 地理
奥什（49°2'47"N, 5°15'11"E）面积9.14 平方千米，位于法国大東部大區默兹省，该省份为法国西北部内陆省份，北与比利时接壤，西接马恩省和阿登省，南至上马恩省和孚日省，东临默尔特-摩泽尔省。
与奥什接壤的市镇（或旧市镇、城区）包括：伊佩库尔、莱姆、苏伊、瓦德兰库尔。

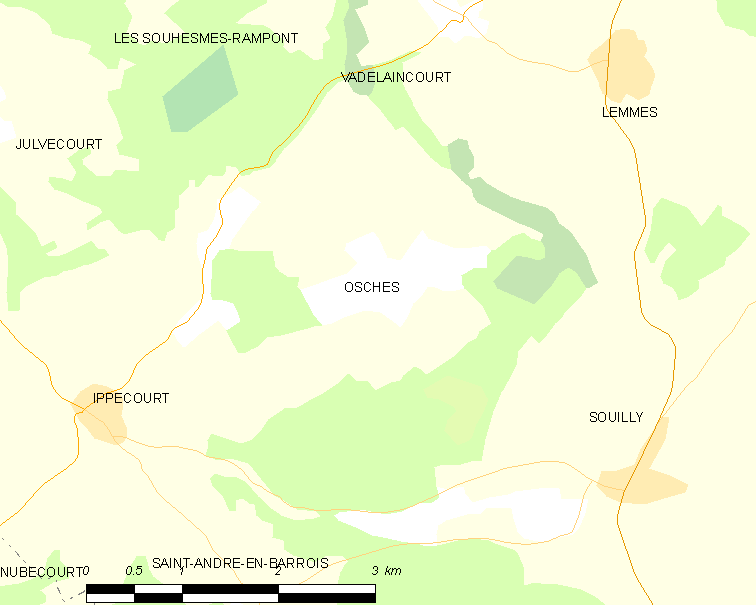
的OSM定位图

奥什的时区为UTC+01:00、UTC+02:00（夏令时）。

## 行政
奥什的邮政编码为55220，INSEE市镇编码为55395。

## 政治
奥什所属的省级选区为默兹河畔迪约县。

## 人口

1962-2008年间人口变化图示

奥什于2022年1月1日时的人口数量为59人。